# Stretto Pervyj Kuril'skij
Lo stretto Pervyj Kuril'skij o Pervyj Kuril'skij proliv (in russo Первый Курильский пролив; in giapponese 占守海峡; in italiano "primo stretto delle Curili") è un braccio di mare nell'oceano Pacifico settentrionale, nella catena delle isole Curili, che separa l'isola di Šumšu da capo Lopatka, il punto più meridionale della penisola di Kamčatka. Lungo le acque dello stretto passa il confine amministrativo tra il Territorio della Kamčatka e l'Oblast' di Sachalin (Russia). 
Lo stretto deve il suo nome alla numerazione da nord a sud degli stretti della cresta delle Curili. Dal 1875 al 1945, il confine russo-sovietico-giapponese passava lungo lo stretto.

## Geografia
Lo stretto mette in comunicazione il mare di Ochotsk con il Pacifico. È largo circa 12 km e lungo 15 km. La profondità massima  è di 32 m.
Per favorire la navigazione nello stretto, sulla punta nord-est dell'isola di Šumšu, capo Kurbatova (мыс Курбатова), si trova un faro (Курбатова маяк) e ve n'è uno sulla riva opposta a capo Lopatka.
Nello stretto vi sono molti scogli lungo la sponda meridionale, una scogliera (риф Лопатка) a nord-ovest di capo Lopatka e il banco di sabbia Kurbatovskaja (отмель Курбатовская), a nord di capo Kurbatova.